# 高橋敏
高橋 敏（たかはし さとし、1919年 - 没年不明）は静岡県出身のプロ野球選手（投手、右翼手）。

## 来歴・人物
袋井市出身。旧袋井東小（現袋井南小）時代は浜松元城小の松井栄造との対戦もあり、右の高橋、左の松井と言われ県下で注目されていた。島田商業（現・静岡県立島田商業高等学校）在学中は、甲子園に3回出場（内訳は春2回〔1937年、1938年〕。夏1回〔1937年〕）。このうち1937年夏はエースとして出場した（初戦で浅野中に0－1で惜敗）。島田商のチームメイトには、根津辰治（のち慶大で首位打者を取るなど活躍）、大友一明（のち大東京など）、犬塚俊夫（慶大中退、藤倉電線）、一言多十（のちセネタースなど）、福田勇一（のち国鉄）など大学野球や社会人野球、プロ野球で活躍した人物が何人もいた。
島田商卒業後間もない1938年5月17日に阪急軍に入団。同年6月4日の金鯱戦（後楽園球場）で、当時のエース・森弘太郎の後を受けた2番手でプロ初登板。カーブを武器に、4回1/3を1失点と上々のデビューを飾った。同年6月24日の名古屋戦（後楽園球場）で完封してプロ初勝利を挙げた。
翌1939年に入ると、高橋の投球にますます磨きがかかった。3月28日の金鯱戦（後楽園球場）で4安打完封勝利を挙げると、5月18日の巨人戦（甲子園球場）で敗れるまで開幕7連勝（うち完封は4試合ある）を記録した。この記録は、西勇輝が2014年5月13日の楽天戦（コボスタ）で並ぶまで、75年もの間、阪急・オリックスの球団記録でもあった。さらに開幕から38回1/3無失点も2021年に平良海馬に更新されるまで82年間プロ野球記録であった(ただし、プロ野球規則上は平良海馬の記録は38イニング無失点である)。同年は19完投・9完封と大活躍し、チーム一の勝ち数である17勝を挙げ、防御率は若林忠志（大阪）に次ぐリーグ2位の1.60という素晴らしい成績を挙げた（尚、この年シーズン42勝というプロ野球記録を打ち立てたヴィクトル・スタルヒン〈巨人・この年の防御率はリーグ3位の1.73〉よりも防御率は良かった）。この年には職業野球東西対抗戦の西軍メンバーにも選出された。また打撃面でも活躍し、チーム3位の打率.277をマークしている。
しかし、1939年シーズン終了後、応召された。1942年に復員し、1943年より阪急軍に復帰。しかし、投手としての実績は振るわず、戦時中の選手層の薄さもあってか外野手（右翼手）との兼任になった。それでも1943年から引退まで失策ゼロで切り抜けるなど、野球センスの高さを伺わせた。打撃面は非力だったが、選球眼は良く、四球の数が三振を上回っている。1944年は14安打に対し20四球を選び、結果として打率.200に対し出塁率が.378と高く、IsoD（出塁率－打率）が.178と高率になっている（通算でも.122の高率だった）。1946年になると主力選手が戦地から次々と復員してくるに伴い、出場機会が減少（この年より野手に専念）。結局この年限りで阪急を退団した。
プロ野球を引退しても、高橋の野球センスの高さは社会人野球でも発揮された。阪急退団の翌年、1947年に鐘紡高砂に入団。その年、いきなり1947年の都市対抗野球大会に出場し、チームを決勝まで導く大活躍を見せた（決勝で、大日本土木〈岐阜市〉に2－8で敗れ、準優勝）。この大会では17打数7安打。準々決勝では、強豪の八幡製鉄相手にサヨナラヒットを打ち、決勝でもホームランを放っている。1950年の都市対抗野球大会で補強選手制度ができると、1950年、1951年の都市対抗野球大会と2年連続で、鐘淵化学（鐘紡高砂より改称）の補強選手として出場。そして、1952年に地元・富士市の日本軽金属に移籍。1953年の都市対抗野球大会では、大昭和製紙の補強選手として、齊藤了英（別名：東海の暴れん坊。後に大昭和製紙（現・日本製紙）名誉会長を務めた。フジテレビアナウンサーの斉藤舞子は孫娘に当たる）監督の下、見事黒獅子旗の奪還（優勝）を果たした。準決勝の東洋レーヨン（大津市）戦では、決勝のホームランを打っている。また大会後のハワイ遠征全日本チームにも選抜された。

## 詳細情報

### 年度別投手成績
| 年 度     | 球 団     | 登 板 | 先 発 | 完 投 | 完 封 | 無 四 球 | 勝 利 | 敗 戦 | セ 丨 ブ | ホ 丨 ル ド | 勝 率 | 打 者 | 投 球 回 | 被 安 打 | 被 本 塁 打 | 与 四 球 | 敬 遠 | 与 死 球 | 奪 三 振 | 暴 投 | ボ 丨 ク | 失 点 | 自 責 点 | 防 御 率 | W H I P |
| --------- | --------- | ----- | ----- | ----- | ----- | -------- | ----- | ----- | -------- | ----------- | ----- | ----- | -------- | -------- | ----------- | -------- | ----- | -------- | -------- | ----- | -------- | ----- | -------- | -------- | ------- |
| 1938春    | 阪急      | 5     | 3     | 1     | 1     | 0        | 1     | 1     | --       | --          | .500  | 99    | 24.1     | 17       | 1           | 9        | --    | 0        | 15       | 0     | 0        | 10    | 6        | 2.16     | 1.07    |
| 1938秋    | 阪急      | 4     | 3     | 1     | 0     | 0        | 1     | 2     | --       | --          | .333  | 74    | 16.1     | 17       | 0           | 8        | --    | 0        | 8        | 0     | 0        | 10    | 8        | 4.24     | 1.53    |
| 1939      | 阪急      | 37    | 22    | 19    | 9     | 3        | 17    | 10    | --       | --          | .630  | 933   | 242.0    | 165      | 3           | 52       | --    | 1        | 65       | 1     | 1        | 53    | 43       | 1.60     | 0.90    |
| 1943      | 阪急      | 10    | 2     | 2     | 0     | 0        | 1     | 2     | --       | --          | .333  | 197   | 45.2     | 46       | 2           | 18       | --    | 0        | 6        | 0     | 0        | 19    | 13       | 2.54     | 1.40    |
| 1944      | 阪急      | 5     | 4     | 2     | 1     | 1        | 1     | 1     | --       | --          | .500  | 102   | 23.1     | 25       | 1           | 7        | --    | 1        | 9        | 1     | 0        | 16    | 11       | 4.13     | 1.37    |
| 通算：4年 | 通算：4年 | 61    | 34    | 25    | 11    | 4        | 21    | 16    | --       | --          | .568  | 1405  | 351.2    | 270      | 7           | 94       | --    | 2        | 103      | 2     | 1        | 108   | 81       | 2.07     | 1.04    |

### 年度別打撃成績
| 年 度     | 球 団     | 試 合 | 打 席 | 打 数 | 得 点 | 安 打 | 二 塁 打 | 三 塁 打 | 本 塁 打 | 塁 打 | 打 点 | 盗 塁 | 盗 塁 死 | 犠 打 | 犠 飛 | 四 球 | 敬 遠 | 死 球 | 三 振 | 併 殺 打 | 打 率 | 出 塁 率 | 長 打 率 | O P S |
| --------- | --------- | ----- | ----- | ----- | ----- | ----- | -------- | -------- | -------- | ----- | ----- | ----- | -------- | ----- | ----- | ----- | ----- | ----- | ----- | -------- | ----- | -------- | -------- | ----- |
| 1938春    | 阪急      | 6     | 13    | 9     | 1     | 0     | 0        | 0        | 0        | 0     | 0     | 0     | --       | 1     | --    | 3     | --    | 0     | 1     | --       | .000  | .250     | .000     | .250  |
| 1938秋    | 阪急      | 5     | 6     | 5     | 0     | 0     | 0        | 0        | 0        | 0     | 0     | 0     | --       | 0     | --    | 1     | --    | 0     | 3     | --       | .000  | .167     | .000     | .167  |
| 1939      | 阪急      | 45    | 109   | 94    | 7     | 26    | 1        | 0        | 0        | 27    | 7     | 0     | --       | 4     | 0     | 11    | --    | 0     | 8     | --       | .277  | .352     | .288     | .640  |
| 1943      | 阪急      | 22    | 44    | 39    | 0     | 6     | 0        | 0        | 0        | 6     | 4     | 0     | 0        | 1     | --    | 4     | --    | 0     | 4     | --       | .154  | .233     | .154     | .387  |
| 1944      | 阪急      | 20    | 91    | 70    | 9     | 14    | 5        | 0        | 0        | 19    | 13    | 1     | 0        | 1     | --    | 20    | --    | 0     | 2     | --       | .200  | .378     | .271     | .649  |
| 1946      | 阪急      | 11    | 31    | 26    | 0     | 4     | 0        | 0        | 0        | 4     | 1     | 0     | 0        | 0     | --    | 4     | --    | 1     | 8     | --       | .154  | .290     | .154     | .444  |
| 通算：5年 | 通算：5年 | 109   | 294   | 243   | 17    | 50    | 6        | 0        | 0        | 56    | 25    | 1     | 0        | 7     | 0     | 43    | --    | 1     | 26    | --       | .206  | .328     | .230     | .558  |

### 記録
その他の記録
- 開幕から38回1/3無失点（1939年）

### 背番号
- 20 （1938年 - 1939年）
- 26 （1943年）
- 13 （1946年）

- 1944年は全球団で背番号制を廃止。